# Aleksandr Tatarskij
Aleksandr Tatarskij (russisk: Алекса́ндр Миха́йлович Тата́рский) (født 11. december 1950 i Kyiv i Sovjetunionen, død 22. juli 2007 i Moskva i Rusland) var en sovjetisk filminstruktør.

## Filmografi
- Plastilinovaja vorona (Пластилиновая ворона, 1981)[2][3]
- Padal prosjlogodnij sneg (Падал прошлогодний снег, 1983)
- Sledstvije vedut Kolobki (Следствие ведут Колобки, 1986)